# Sekmet
Sekmet  ali Sakmis, dobesedno Močna, je bila egipčanska boginja bojevnica in boginja zdravja. Upodobljena je kot levinja, najbolj okrutna lovka, kar so jih poznali Egipčani. Njen dih naj bi ustvaril puščavo. Nanjo so gledali kot na zaščitnico faraonov in njihovo voditeljico v vojskovanju.
Njen kult je začel prevladovati, ko je prvi faraon dvanajste dinastije Amenemhet I. (vladal 1991-1962 pr. n. št.) preselil prestolnico Egipta v Ititavi, kamor se je hkrati preselilo tudi središče njenega kulta. Religija, vladarjeva rodbina in njena oblast so se v približno treh tisočletjih obstoja Starega Egipta stalno prepletali.
Sekmet je bila tudi sončno božanstvo. Pogosto so jo omenjali kot hčerko sončnega boga Raja in jo povezovali z boginjama Hator in Bastet. Nosila je sončni disk in ureus, ki jo je povezoval z boginjo Vadžet in kraljevo družino. S temi atributi bi lahko bila božanska razsodnica boginje Maat (Pravica ali Red) v Ozirisovi sodni dvorani. Slednje jo je povezovalo tudi z boginjo Tefnut.

## Zgodovina
Da bi pomirile Sekmetino jezo, so njene svečenice pred različnimi kipi boginje vse dni v letu opravljale spravne obrede, ki so prikazani na številnih boginjinih podobah. Večina njenih kipcev je strogo oblikovana in ne kaže nobenega gibanja ali dinamike. Cilj takšne zasnove je bila njihova trajnost in ne izražanje kakršne koli z njo povezane funkcije ali dejanja. Ocenjuje se, da je v samo enem pogrebnem svetišču Amenhotepa III. na zahodnem bregu Nila stalo več kot sedemsto njenih kipov. 
Boginjo so upodabljali kot okrutno levinjo ali kot žensko z levinjino glavo, oblečeno v rdeče, ki je simbolizirala barvo krvi. Na kipcih in gravurah je upodobljena tudi z minimalnimi oblačili ali celo gola. V Sekmetinih templjih v Leontopolisu so imeli tudi udomačene leve.

### Praznovanja in razvoj
Da bi pomirili srd boginje Sekmet, so na koncu vsake bitke priredili festival, s katerim se je uničevanje končalo. Med vsakoletnimi festivali je na začetku leta potekal festival zastrupitve, na katerem so ljudje plesali, igrali divjo glasbo in se obredno prekomerno opijali z vinom, s čimer so posnemali ekstremno pijanost, ki je ustavila jezo boginje. Obred je morda simboliziral preprečevanje prekomernega poplavljanja Nila na začetku vsakega leta. Ko je Nil tekel krvavo rdeč zaradi mulja, ki ga je nosil s sabo, je Sekmet popila odvečno vodo, da bi rešila človeštvo.
Udeležba na festivalih je bila velika. Zgodovinski zapisi kažejo, da se jih je poleg svečenic udeležilo tudi več deset tisoč prebivalcev. Dokaze so odkrili v templju goginje Mut, ki je po vzponu Teb prevzela nekaj Sekmetinih atributov.
V mitu o koncu Rajeve vladavine na zemlji je Ra poslal na zemljo Sekmet, da uniči smrtnike, ki so se zarotili proti njemu. V mitu se Sekmetina želja po krvi na koncu bitke ni ustavila, ampak se je nadaljevala in pripeljala do uničenja skoraj vsega človeštva. Ra je zato na zemljo zlil pivo, obarvano z rdečo okro ali hematitom, da je bilo podobno krvi. Boginja je kri pomotoma zamenjala s pivom in se tako opila, da se je odrekla pokolu in se vrnila k Raju. Isti mit je zapisan tudi v preroških besedilih Koledarja srečnih in nesrečnih dni na papirusu Kairo 86637. V koledarju je delovanje Sekmet, Hora in Vadjet povezano s skrivnostno dvojno zvezdo Algol (Beta Persei) ali Demonsko zvezdo. Koledar, ki je nastal okoli leta 3200 pr. n. št., je najstarejši zgodovinski dokument o odkritju zvezde Algol.
Kasneje so Sekmet šteli za mater boga vojne Maahesa, ki se je pojavil v obdobju Novega kraljestva. Bog je imel človeško telo in levjo glavo. Bog bi lahko bil nubijskega porekla in so ga v egipčanski panteon vključili preko trgovanja in vojskovanja ali morda med nubijsko dominacijo v Egiptu. Med grško dominacijo v Egiptu je bil Maahesov tempelj v Taremu pomožna zgradba velikega Sekmetinega templja. Grki so mesto imenovali Leontopolis, ker je bila v templju ograda za leve.